# Powayan
Powayan es un pueblo y nagar Panchayat situado en el distrito de Shahjahanpur en el estado de Uttar Pradesh (India). Su población es de 28613 habitantes (2011). 

## Demografía
Según el censo de 2011 la población de Powayan era de 28613 habitantes, de los cuales 15068 eran hombres y 13545 eran mujeres. Powayan tiene una tasa media de alfabetización del 73,19%, superior a la media estatal del 67,68%: la alfabetización masculina es del 79,20%, y la alfabetización femenina del 66,57%.